# Ian Burns (Fußballspieler)
Ian Burns (* 19. April 1939 in Aberdeen; † 6. Dezember 2015 in Larbert) war ein schottischer Fußballspieler. Burns bestritt von 1957 bis 1966 für den FC Aberdeen 141 Spiele in der Scottish Football League Division One und beendete seine Karriere 1970 im unterklassigen Fußball.

## Karriere
Burns kam im Juni 1957 vom lokalen Aberdeener Klub Banks O’ Dee zum schottischen Erstligisten FC Aberdeen. Er kam dort umgehend als Nachfolger von Harry Yorston, der aus beruflichen Gründen seine Karriere 27-jährig beendet hatte, als linker Halbstürmer am 10. August 1957 im Scottish League Cup gegen Queen of the South zu seinem Debüt und trug einen Treffer zum 5:1-Sieg bei. Nachdem er seinen Platz im Team im Saisonverlauf verloren hatte, kehrte er zum Saisonende hin als rechter Außenläufer in die Mannschaft zurück, eine Position, die er auch fortan bekleidete. Burns blieb während seiner gesamten Fußballerlaufbahn Teilzeitprofi und war in der Versicherungsbranche berufstätig. Obwohl er zudem auch durch das Ableisten seines Militärdienstes zeitweise eingeschränkt war, bestritt er in den Spielzeiten 1958/59 bis 1964/65 jeweils mehr als die Hälfte der Saisonspiele für Aberdeen, einzige Ausnahme war die Saison 1962/63, als er aufgrund einer wiederkehrenden Knorpelverletzung nur einige Partien im Reserveteam bestreiten konnte.
Sportlich war Aberdeen während Burns’ aktiver Zeit nur mäßig erfolgreich, in der Liga waren zwei sechste Plätze (1961 und 1963) das beste Abschneiden. 1959 erreichte Aberdeen das Finale des Scottish FA Cups, aber obwohl Burns beim Halbfinalerfolg gegen Third Lanark noch eingesetzt wurde, erhielt bei der 1:3-Finalniederlage gegen den FC St. Mirren Ken Brownlee den Vorzug. Zudem spielte Burns 1964 im Summer Cup in den Finalpartien gegen Hibernian Edinburgh, als man durch eine 1:3-Niederlage im zweiten Wiederholungsspiel den Titelgewinn verpasste. Im Dezember 1958 war er für ein U-23-Länderspiel gegen Wales nominiert, musste allerdings verletzungsbedingt passen. Im Januar 1961 wurde er zudem in eine Auswahl der Scottish Football League für eine Partie gegen das schottische Nationalteam berufen, blieb allerdings als Ersatzspieler ohne Einsatz.
Nachdem er letztmals im September 1965 zum Einsatz gekommen war und er unter Trainer Eddie Turnbull seinen Platz im Team an den Dänen Jens Petersen verloren hatte, wechselte Burns im Sommer 1966 in die Division Two zu Brechin City. Mit dem Klub platzierte er sich in den folgenden vier Jahren regelmäßig am unteren Ende der Tabelle, bevor er seine Laufbahn nach einem kurzen Gastspiel beim FC Deveronvale beendete.
Burns verstarb im Dezember 2015 im Alter von 76 Jahren in seinem Wohnort Larbert.